# جانشینی رادیکالی
در شیمی آلی، یک واکنش جانشینی رادیکالی، یک واکنش جانشینی است که رادیکال‌های آزاد به عنوان واسطه‌های واکنش‌پذیر در آن حضور دارند.
واکنش همیشه حداقل شامل دو مرحله و احتمالاً یک مرحله سوم است.
در مرحله اول به نام شروع یا آغاز (۲،۳)، یک رادیکال آزاد با همولیز (هم‌کافت) ایجاد می‌شود. همولیز می‌تواند توسط گرما یا نور فرابنفش و همچنین توسط آغازگرهای رادیکال مانند پراکسیدهای آلی یا ترکیبات آزو ایجاد شود. نور فرابنفش برای ایجاد دو رادیکال آزاد از یک گونه دو اتمی استفاده می‌شود. مرحله نهایی که پایان یا خاتمه (۶و۷) نامیده می‌شود، طی آن رادیکال با گونه رادیکالی دیگری بازترکیب می‌شود. اگر واکنش متوقف نشود، اما در عوض گروه (های) رادیکال به واکنش بیشتر ادامه دهند، مراحلی که در آن رادیکال‌های جدید تشکیل شده و سپس واکنش ادامه می‌یابد، در مجموع به عنوان مرحله انتشار (۴،۵) شناخته می‌شود. این پدیده به این دلیل است که رادیکال جدیدی ایجاد شده می‌تواند در واکنش‌های ثانویه شرکت کند.

## واکنش‌های جانشینی رادیکالی
در واکنش‌های هالوژن‌دار کردن رادیکالی، جانشینی رادیکال با واکنشگرهای هالوژن و بسترهای آلکان صورت می‌گیرد. دسته مهم دیگری از جانشینی‌های رادیکالی شامل رادیکال‌های آریل است. یک مثال هیدروکسیل‌دار کردن بنزن توسط واکنشگر فنتون است. بسیاری از واکنش‌های اکسایش و کاهش در شیمی آلی دارای واسطه‌های رادیکالی هستند، به عنوان مثال اکسایش آلدهیدها به کربوکسیلیک اسیدها با کرومیک اسید. واکنش‌های جفت‌شدن را نیز می‌توان جانشینی‌های رادیکالی در نظر گرفت. جانشینی‌های آروماتیک خاص با جانشینی آروماتیک رادیکال-هسته‌دوست صورت می‌گیرد. خوداکسایش فرآیندی است که مسئول تخریب رنگ‌ها و مواد غذایی و همچنین تولید برخی از ترکیبات خطرات آزمایشگاهی مانند دی‌اتیل اتر پروکسید است.
دیگر واکنش‌های جانشینی رادیکالی در زیر فهرست شده‌اند:
- اکسیژن‌زدایی بارتون–مک‌کامبی شامل جانشینی یک گروه هیدروکسیل به جای پروتون است.
- واکنش برم‌دارکردن وول–زیگلر شامل بروم‌دار کردن آلیلی آلکن‌ها است.
- واکنش هونسدیکر نمک‌های نقره کربوکسیلیک اسیدها را به آلکیل هالیدها تبدیل می‌کند.
- واکنش Dowd-Beckwith شامل انبساط حلقه در یک بتا-کتو استر است.
- واکنش بارتون شامل سنتز نیتروز الکل‌ها از نیتریت‌ها است.
- واکنش Minisci شامل تولید یک رادیکال آلکیل از یک کربوکسیلیک اسید و یک نمک نقره و پس از آن جانشینی در یک ترکیب آروماتیک است.